# Justicia longii
Justicia longii (longa-flor-tubo-de-língua) é uma herbácea perene, um sub-arbusto da família Acanthaceae encontrado nas Terras Altas do Arizona do Deserto Sonoran. Cada uma das suas flores brancas floresce à noite e este evento dura apenas uma noite. Na manhã seguinte, as petalas brancas começam a cair, sujando o chão com um tapete branco. Ele tem uma longa temporada em que as suas flores florescem, que se estende de abril a outubro.:34